# Slaget vid Trocadero
Slaget vid Trocadero ägde rum den 31 augusti 1823 under spanska inbördeskriget. Slaget stod mellan spanska upprorsmän och franska trupper vid staden Cádiz i Andalusien. En rebellstyrka på 1 700 man hade tagit sin tillflykt bakom fästningen Trocaderos murar. Efter en kortare belägring stormade de 30 000 franska soldaterna försvarsverken och intog dessa. Samtliga i garnisonen antingen dödades eller tillfångatogs. Den franska segern markerade det definitiva slutet på inbördeskriget i Spanien.

## Bakgrund
År 1821 reste sig de liberala krafterna i Spanien i ett väpnat uppror mot landets enväldige kung Ferdinand VII. Anledningen till upproret var Ferdinands vägran att acceptera den liberala författningen som hade utarbetats under napoleonkrigen. Rebeller i armén marscherade mot Madrid och tvingade kungen att acceptera konstitutionen. Ferdinand försökte återta makten med hjälp av livgardet, men besegrades av upprorsmännen. I desperation bad kungen de övriga europeiska monarkierna om hjälp för att återfå sin tron. I Frankrike utförde ultrarojalisterna starka påtryckningar på kung Ludvig XVIII att ingripa i Spanien. Vid Veronakongressen den 22 oktober 1822 gav stormakterna därför Frankrike klartecken att ingripa militärt för att återupprätta den spanska monarkin. 

## Striderna
Den 17 augusti 1823 gick franska trupper under befäl av Ludvig Anton, hertig av Angoulême över den spanska gränsen vid Pyrenéerna. Hertigen skickade en mindre styrka för att hålla San Sebastián under belägring, samtidigt som han ryckte fram med huvudstyrkan mot Madrid, vars garnison kapitulerade utan strid den 23 maj. Efter huvudstadens fall avancerade de franska styrkorna mot Cádiz, där den avsatte Ferdinand VII hölls fången. Huvudvägen till staden spärrades emellertid av fästningen Trocadéro, som ansågs vara en av Spaniens starkaste. Fästningen var belägen på halvön Isla del Trocadero, skyddad av havet på båda sidor.

### Stormningen
Morgonen den 16 augusti försökte sig fransmännen på en stormning av de spanska försvarsverken, men kastades tillbaka av försvararna. Vid sjutiden samma morgon träffades representanter från båda sidor för att förhandla fram en vapenvila. Fransmännen bröt emellertid mot avtalet och genomförde ännu ett anfall mot fästningen den 31. De franska stormtrupperna drog nytta av lågvattnet för att anfalla försvarsverken från sjösidan. Den spanska garnisonen togs fullständigt på sängen av den plötsliga attacken och efter en kort strid hade fästningen fallit. 

## Följder
Segern kostade  fransmännen endast 31 döda och 110 sårade. De spanska förlusterna var betydligt större och uppgick till 150 döda, 300 sårade samt 1.000 krigsfångar. Cádiz höll ut mot den franska övermakten i ytterligare tre veckor, trots intensiv artilleribeskjutning. Efter hårdnackat motstånd kapitulerade garnisonen den 23 september varefter Ferdinand VII frisläpptes.

### Webbkällor
http://enacademic.com/dic.nsf/enwiki/307806
http://www.arsbellica.it/pagine/battaglie_in_sintesi/Trocadero_eng.html